# Compsopogonales
Compsopogonales Skuja, 1939, segundo o sistema de classificação de Hwan Su Yoon et al. (2006), é o nome botânico de uma ordem de algas vermelhas pluricelulares da classe Compsopogonophyceae.
- Esta ordem não foi referendada no sistema de classificação sintetizado de R.E. Lee (2008).

## Táxons inferiores
Família 1.: Boldiaceae Herndon, 1964.
Gêneros: Boldia
Família 2.: Compsopogonaceae Schmitz in Engler & Prantl, 1896.
Gêneros: Compsopogon, Compsopogonopsis.
Família incertae sedis da ordem Compsopogonales:
Gêneros: Pulvinus